# Maria Kossakowska (bibliotekarka)
Maria Kossakowska-Galewicz (ur. 10 października 1927 w Kossakach, zm. 12 listopada 2008 w Łodzi) – polska bibliotekarka i scenarzystka filmów animowanych, dyrektor Biblioteki Państwowej Wyższej Szkoły Filmowej, Telewizyjnej i Teatralnej w Łodzi.

## Życiorys
W 1952 ukończyła studia socjologiczne ze specjalnością bibliotekoznawczą na Wydziale Filozoficzno-Historycznym Uniwersytetu Łódzkiego. Studia łączyła z zatrudnieniem w bibliotece Zakładu Przemysłu Bawełnianego im. Sz. Harnama, co wykorzystała przy przygotowaniu pracy magisterskiej (Przyzakładowe biblioteki Związku Zawodowego Pracowników Przemysłu Włókienniczego w Łodzi). Po studiach przez dwa lata pracowała w Szczecinie, kolejno w bibliotece Muzeum Pomorza Zachodniego i bibliotece Wyższej Szkoły Ekonomicznej. Powróciła następnie do Łodzi, podejmując pracę w Bibliotece Uniwersytetu Łódzkiego, m.in. jako zastępca kierownika Oddziału Bibliotek Zakładowych (1957–1961). Zorganizowała bibliotekę Katedry Literatury Polskiej. W 1961 przeszła do Biblioteki Państwowej Wyższej Szkoły Filmowej, Telewizyjnej i Teatralnej, którą kierowała do 1990 (początkowo jako kierownik, potem dyrektor). W 1972 uzyskała tytuł bibliotekarza dyplomowanego.
Oprócz pracy zawodowej zajmowała się twórczością dla dzieci. Z mężem Januszem Galewiczem była współautorką książek Oto jest Polska. Chcę, żeby Polska... (1976) oraz Kanapony (1981, z ilustracjami Bohdana Butenki, książka wyróżniona na Biennale Sztuki dla Dziecka w Poznaniu w 1981). Napisała kilkanaście sztuk wystawianych w teatrach lalkowych (Orły i trąbki, 1970; Dziecko i gwiazdy, 1983; Czerwona sukienka, 1990) oraz scenariuszy seriali i filmów animowanych dla dzieci  realizowanych w studio Se-ma-for (m.in. Leokadia, 1975; W krainie czarnoksiężnika Oza, 1983–1989; Zima w Dolinie Muminków, 1986; Mamo, czy kury potrafią mówić?, 1997). Przy pracy nad scenariuszami współpracowała m.in. z Lucjanem Dembińskim, Sławomirem Grabowskim i mężem.
Była odznaczona m.in. Złotym Krzyżem Zasługi (1986) i Honorową Odznaką miasta Łodzi (1988).
Pochowano ją na cmentarzu ewangelicko-augsburskim przy ulicy Ogrodowej w Łodzi.

## Rodzina
Żona Janusza Galewicza.